# Экзамен для двоих
«Экзамен для двоих» (англ. Admission) — фильм режиссёра Пола Вайца.

## Сюжет
Полли Нельсон работает в приёмной комиссии престижного университета, она — вершитель судеб многих подростков. Но как устроить собственную судьбу? Появление идеального мужчины вовсе не обещает мир и покой, наоборот, приносит в её жизнь множество дурацких ситуаций и не всегда приятных сюрпризов. А тут ещё объявляется сын, которого Полли считала потерянным, и он, увы, далеко не отличник. Что спасать в первую очередь, карьеру или личную жизнь?

## В ролях
| Актёр       | Роль             |
| ----------- | ---------------- |
| Тина Фей    | Полли Нельсон    |
| Пол Радд    | Джон Прессман    |
| Майкл Шин   | Марк             |
| Уоллес Шон  | Кларенс          |
| Лили Томлин | Сюзанна          |
| Олек Крупа  | Владимир Поляков |
| Соня Уолгер | Хелен            |
| Нэт Вулфф   | Джеремай         |
| Дэн Леви    | Джеймс           |

## Производство
Режиссёр фильма Пол Вайц, известный по своей работе над «About a Boy», по мотивам романа с таким же названием за авторством Jean Hanff Korelitz. Фильм частично снимался на территории Принстонского университета, а частично в Manhattanville College в штате Нью-Йорк. Трейлер к фильму был выпущен 20 ноября 2012 года, а сам фильм был выпущен 22 марта 2013 года.

## Отзывы
Экзамен для двоих получил смешанные отзывы от критиков. Рейтинг на Rotten Tomatoes составил 38 %, основанный на 156 обзорах, с итоговым заключением сайта: «В „Экзамене для двоих“ есть пара очень симпатичных ролей в исполнении Тины Фэй и Пола Радда, но они тратят свой талант на надуманный (и неуклюже срежиссированный) сценарий». Metacritic дал среднюю оценку в 48 % основанную на 39 обзорах, основанную на «смешанных или средних обзорах».